# 石生毛蕨
石生毛蕨（学名：Cyclosorus?rupicola?Ching &）为金星蕨科毛蕨属下的一个种。

## 扩展阅读
- 維基物種上的相關：石生毛蕨